# Ranunculus papyrocarpus
Ranunculus papyrocarpus är en ranunkelväxtart som beskrevs av Karl Heinz Rechinger. Ranunculus papyrocarpus ingår i släktet ranunkler, och familjen ranunkelväxter. Inga underarter finns listade i Catalogue of Life.